# Uniform m/1756

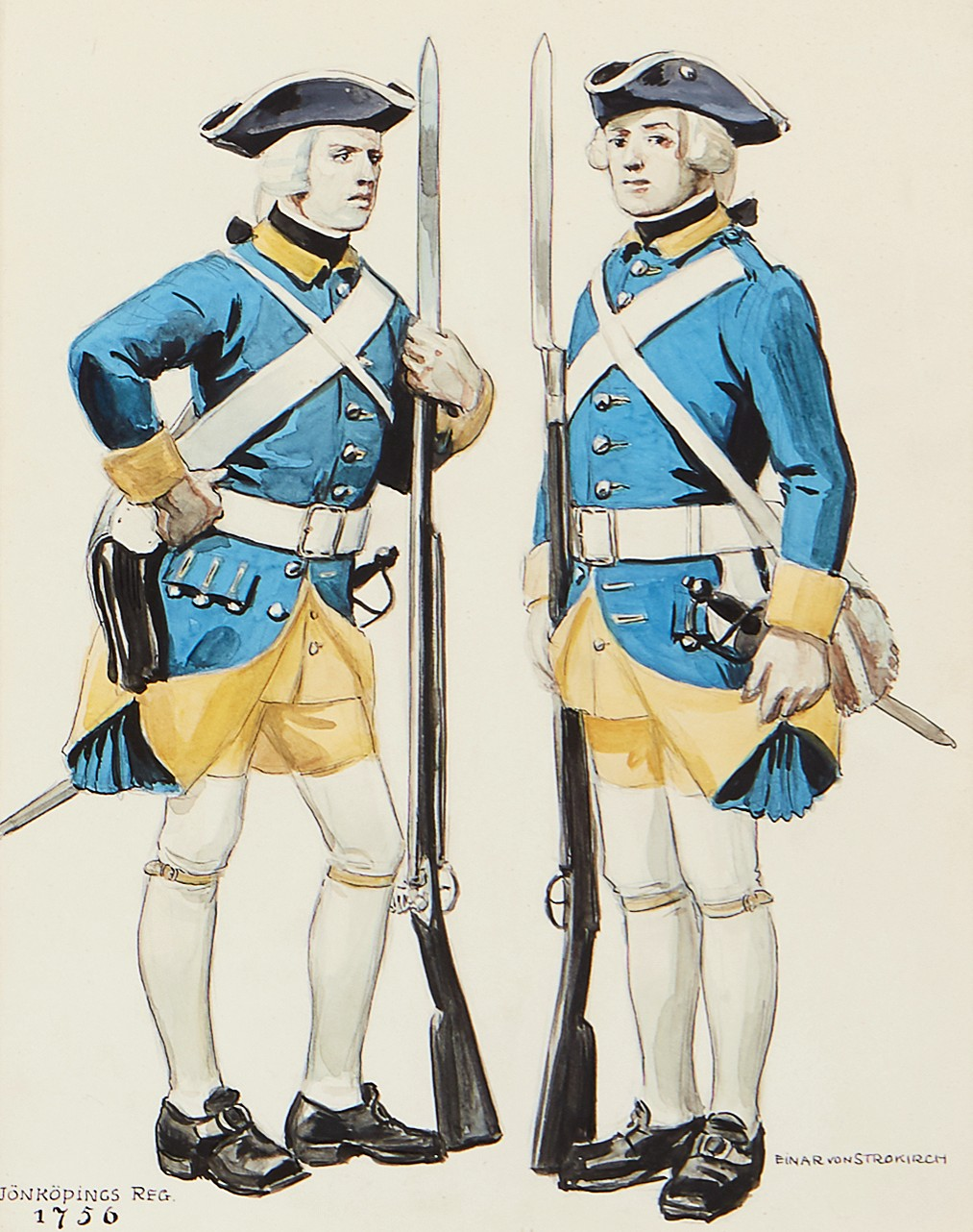
Uniform m/1756 för meniga soldater vid Jönköpings infanteriregemente. Illustration av Einar von Strokirch.

Uniform m/1756 var ett uniformssystem som användes inom Krigsmakten. Uniformsystemet var en vidareutveckling av den Karolinska enhetsuniformen. Uniformen togs särskilt fram för att minska antalet färgställningar, och göra uniformerna mer enhetliga i färg mellan olika regementen. En bidragande var att de svenska klädesmanufaktorier inte klarade av att producera tillräckligt med kläde för att utrusta de svenska soldaterna och att kostnaderna blev för höga. Existerande system hade inte heller fungerat, direktiven hade varit otydliga, många soldater bar också förslitna äldre modeller i brist på nyare. 1748 inlämnades ett förslag till reglemente över alla regementenas färger, vilket var ett försök att samla de tidigare bestämmelser som utfärdats för att skapa ordning. Därefter utfärdades kungliga förordningen 1756 som en förenkling av systemet.
Uniformen ersattes vid infanteriet med uniform m/1765 och för kavalleriet ersattes den med uniform m/1779.

## Utformning
Kappan och rocken skulle vid de flesta regementena vara av blått svenskt kläde, men kappkrage, rockkrage och uppslag av gult kläde. Fodret utgjordes av gult svenskt boj. Rocken var för manskap besatt med 19 tennknappar. Under rocken bars en gul armförsedd väst och gula knäbyxor, bägge i kläde. Till detta kom en vit skjorta i linne och på benen bars vita strumpor i ylle. Över strumporna bars vita stibletter som sattes fast under knät med läderremmar. Soldaterna bar lågskor med mässingsspännen. Runt halsen bars en svart halsduk i yllecrêpe. Håret skulle bäras uppknutet i nacken i form av en stångpiska och man bar en tricorne på huvudet.
För officerare gällde främst att materialet var av bättre kvalitet.

## Utveckling
Uniformen behölls vid kavalleriet fram tills den ersattes av uniform m/1779. Vi infanteriet genomfördes dock flera förändringar under 1760-talet, som resulterade i uniform m/1765. Denna återgick till att flera färger återigen användes vid olika regementen. Detta då erfarenheter från Pommerska kriget visade på svårigheten att leda trupper i fält när flertalet kårer och regementen såg lika ut på slagfältet.

## Förteckning över persedlar
Lista över de persedlar som användes inom uniformssystemet.
| - Vapenrock m/1756 - Sko m/1756 - Knäbyxa m/1756 | - Väst m/1756 - Hatt m/1756 | - Stibletter m/1756 - Strumpor m/1756 |

## Uniformsutseende
Porträtt som visar personer i olika regementens uniformer.

### Kungliga armén
Armén var under 1700-talet indelad i den indelta armén som utgjordes av utskrivna bönder, samlade i landskapsregementen, samt den Värvade armén som utgjordes av värvade trupper. De senare var inkallade året om, och utgjorde militära resurser i rikets större städer och dess fästningar. Till armén hörde även Arméns flotta vilken utgjorde en kombinerad infanteri- och marinresurs, artilleriet samt generalstaben.

#### Indelta armén

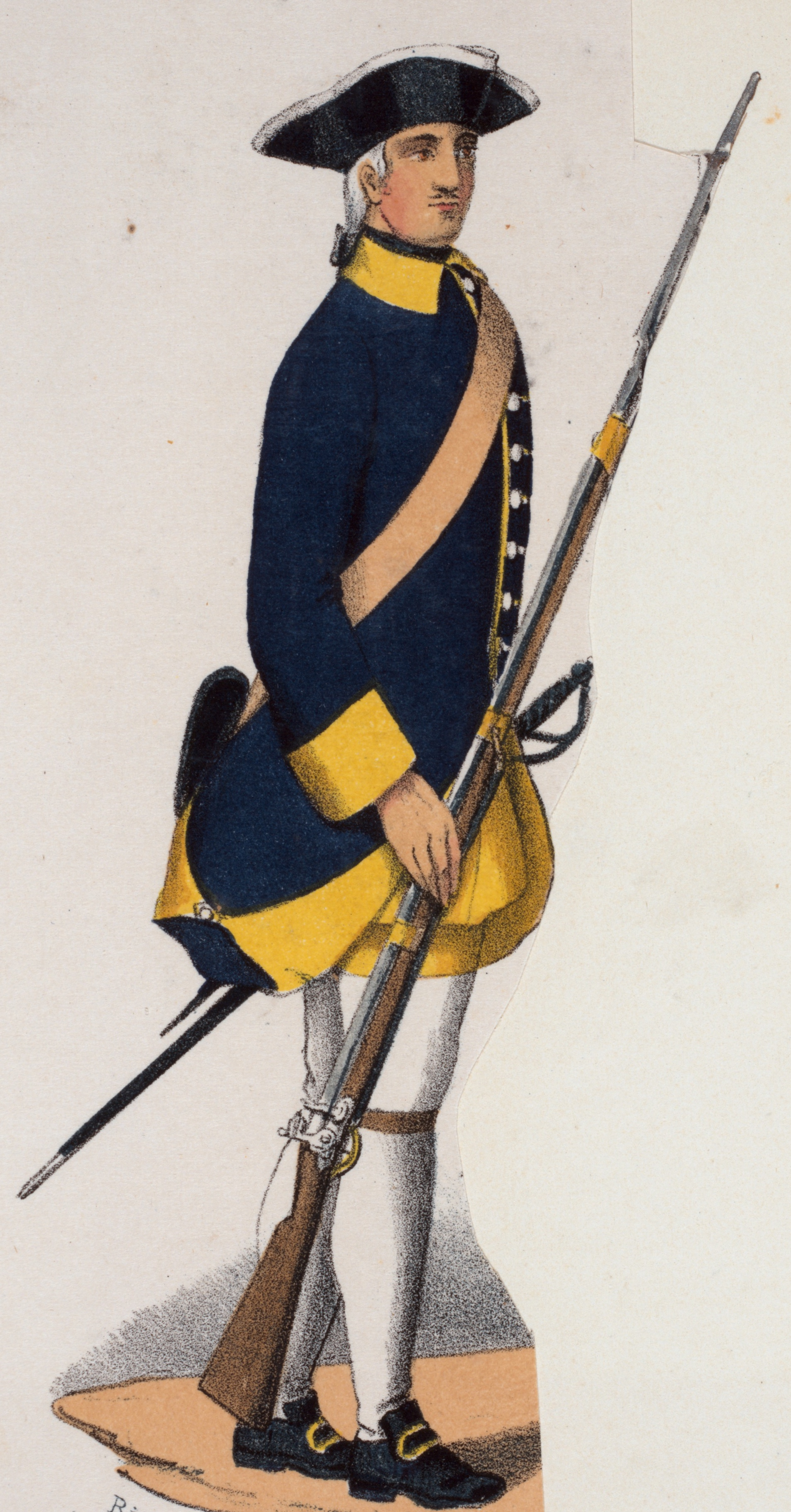
Soldat i uniform m/1756 för Dalregementet.
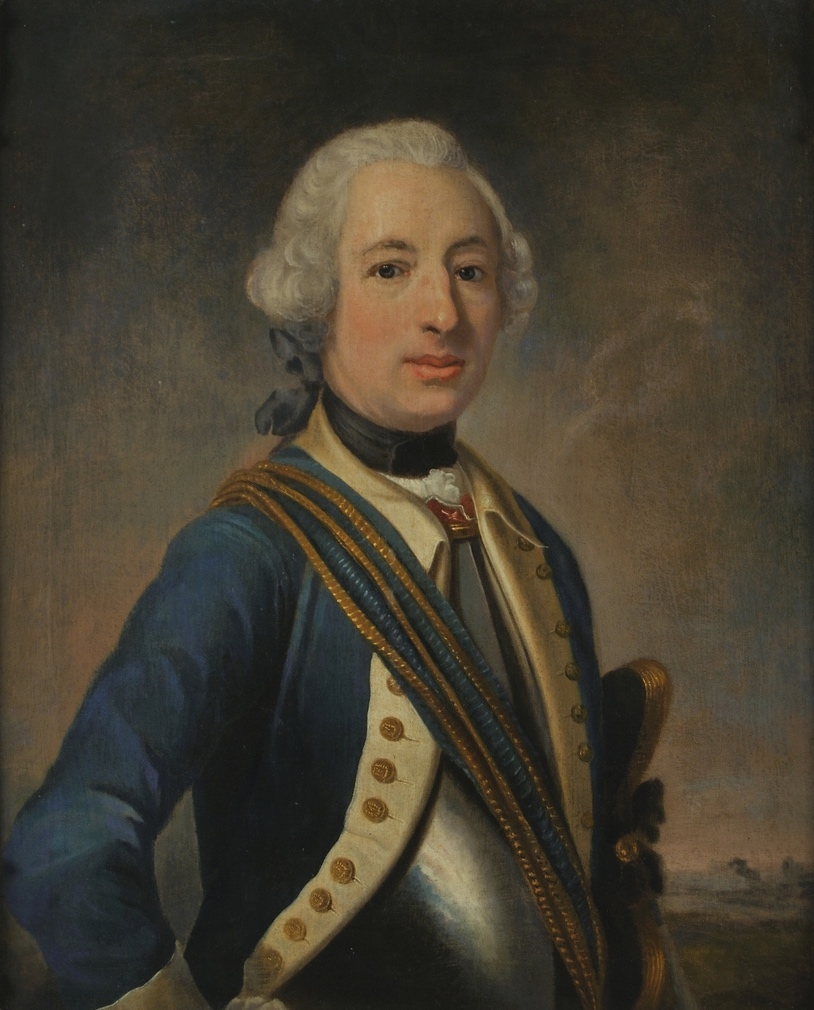
Carl Vilhelm Åkerhielm i uniform m/1756 för Västgöta kavalleriregemente
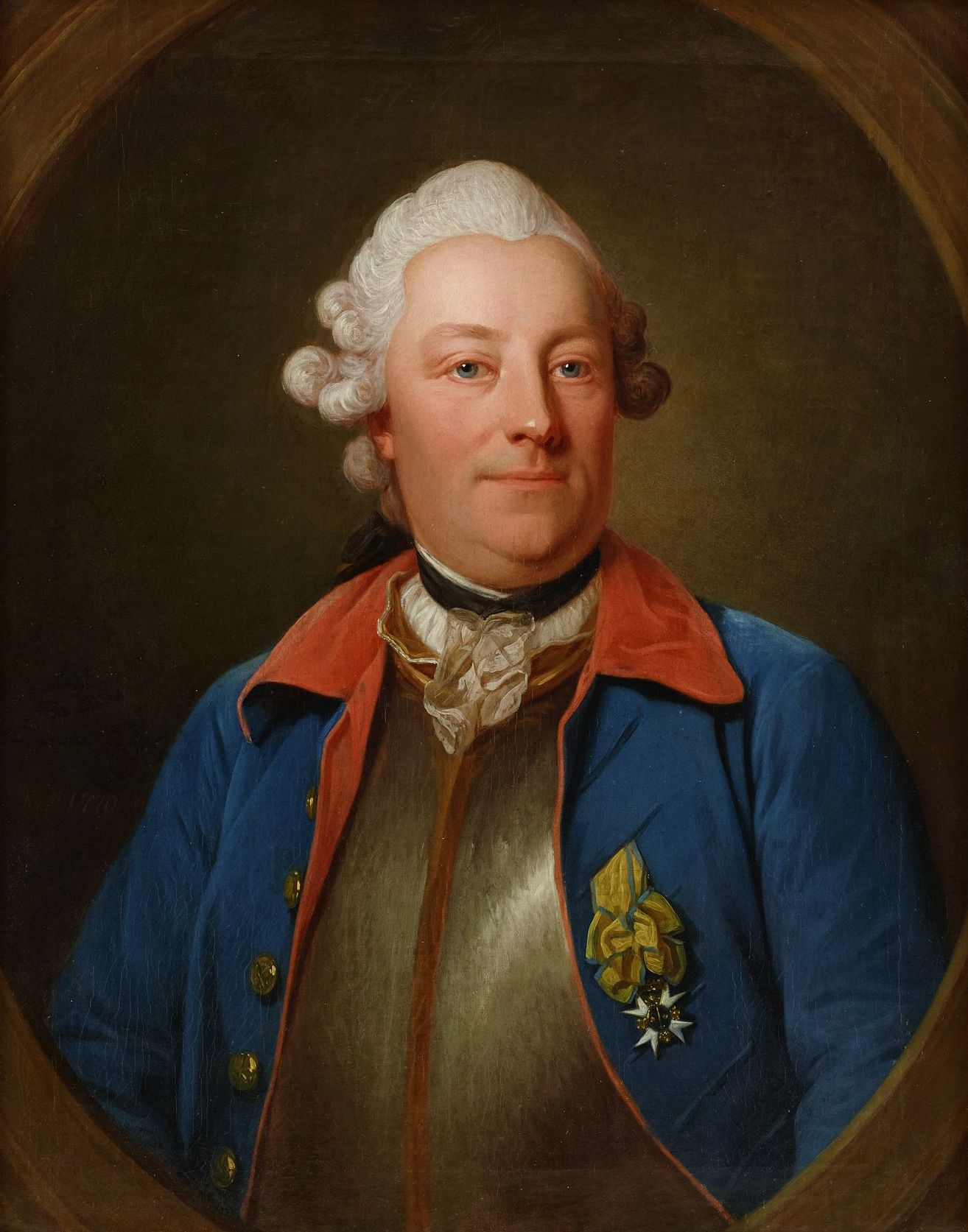
Fredrik Ulrik Wrangel i uniform m/1756 för Östgöta kavalleriregemente
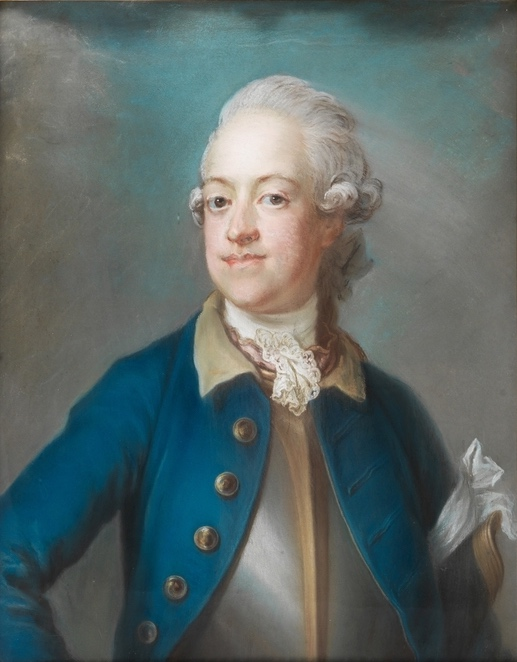
Magnus Fredrik Brahe i Uniform m/1756 för Södra skånska kavalleriregementet. Runt armen är den vita armbindeln från Gustav III:s statsvälvning den 19 augusti 1772.
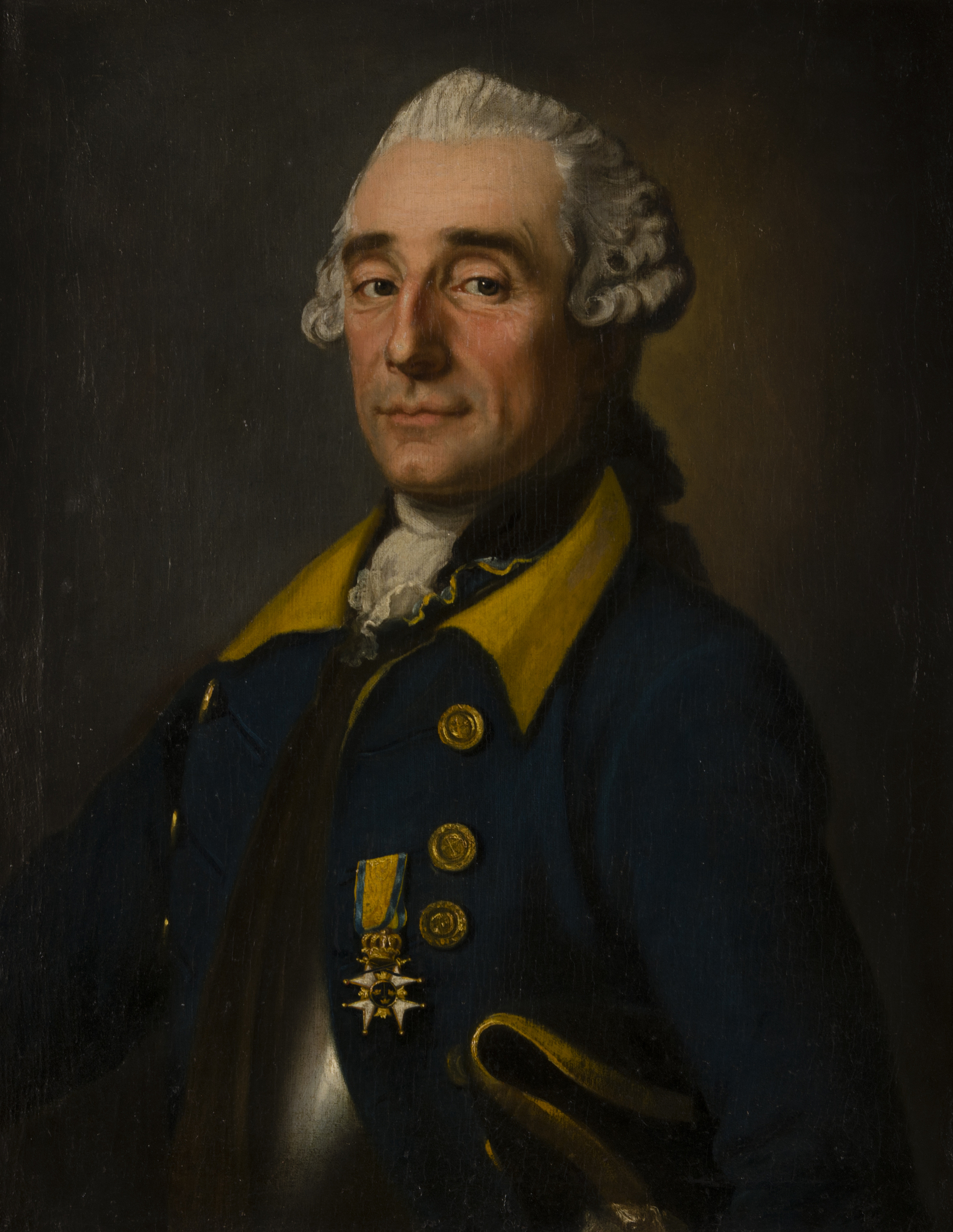
Arvid von Göben i uniform m/1756 för Dalregementet
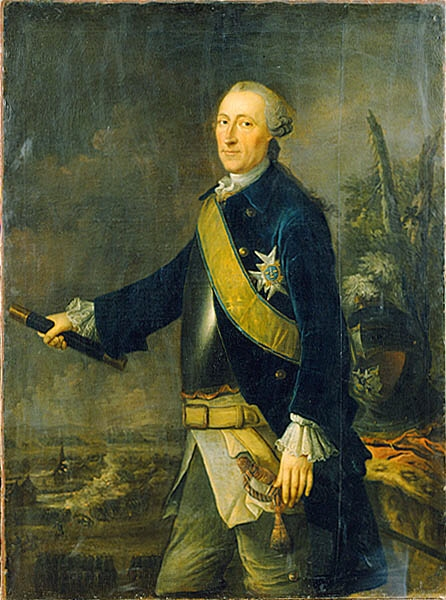
Reinhold Johan von Lingen iklädd uniform m/1756 för Älvsborgs regemente. Målning från 1759 av Daniel Woge.
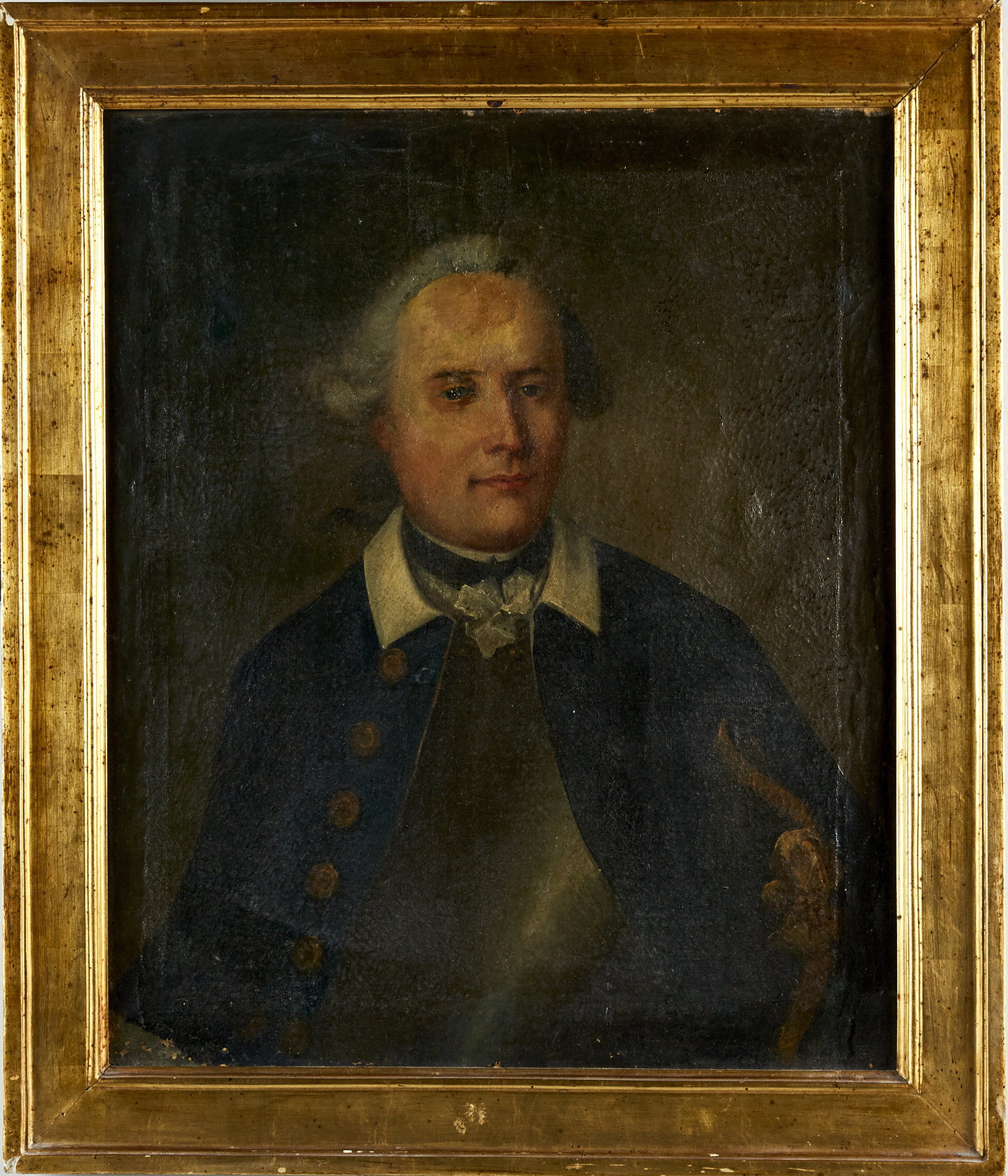
Carl Constantin De Carnall i uniform m/1756 för Västerbottens regemente.

#### Värvade armén

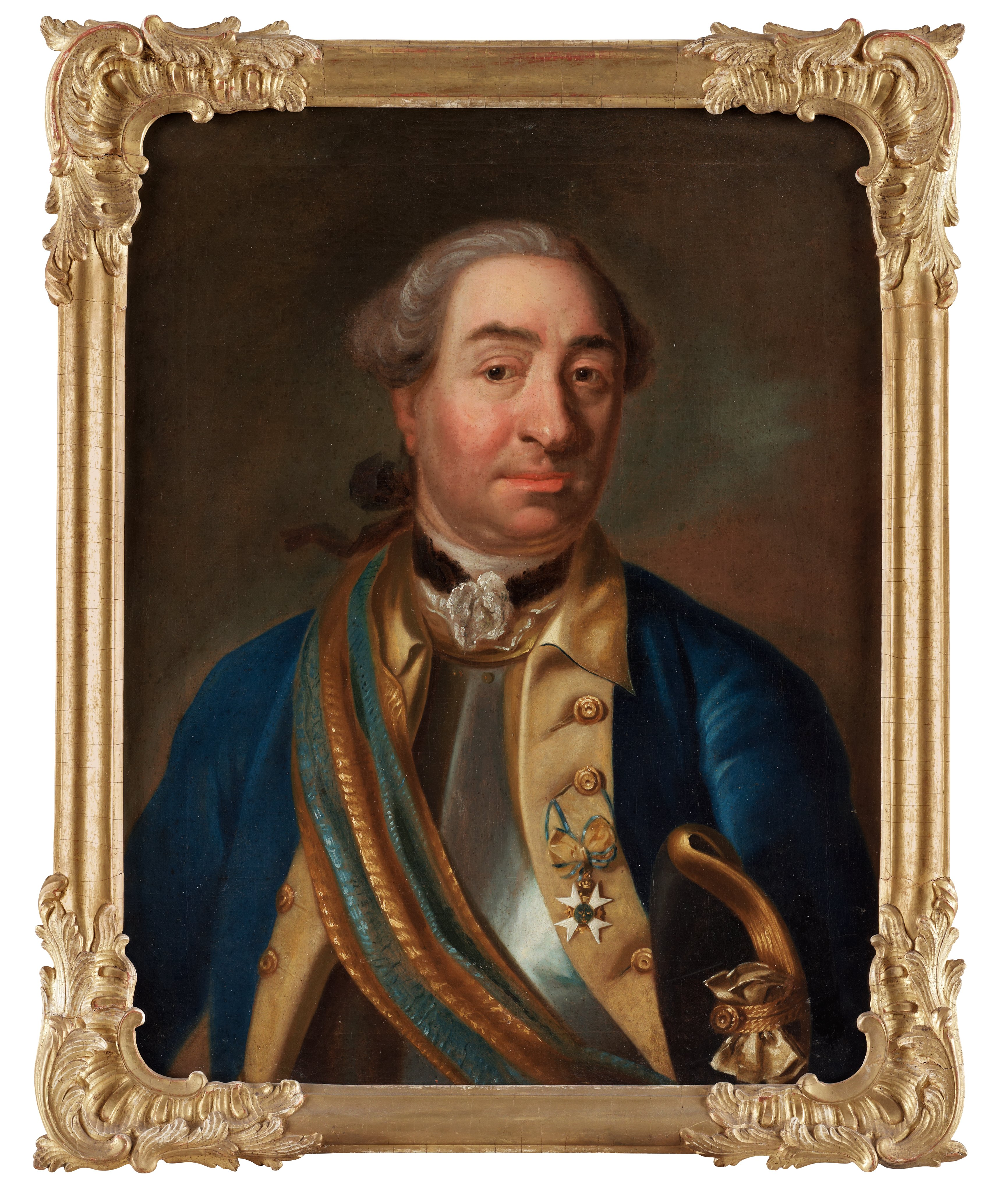
Johan Reinhold Wrangel i uniform m/1756 för Livgardet
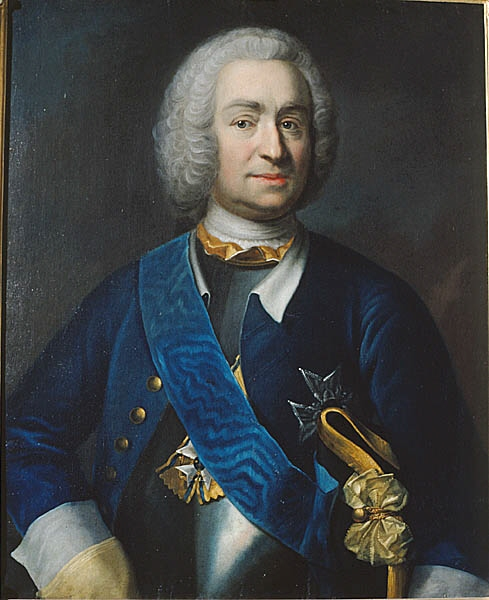
Mattias Alexander von Ungern-Sternberg iklädd uniform m/1756 för Livregementet till häst.
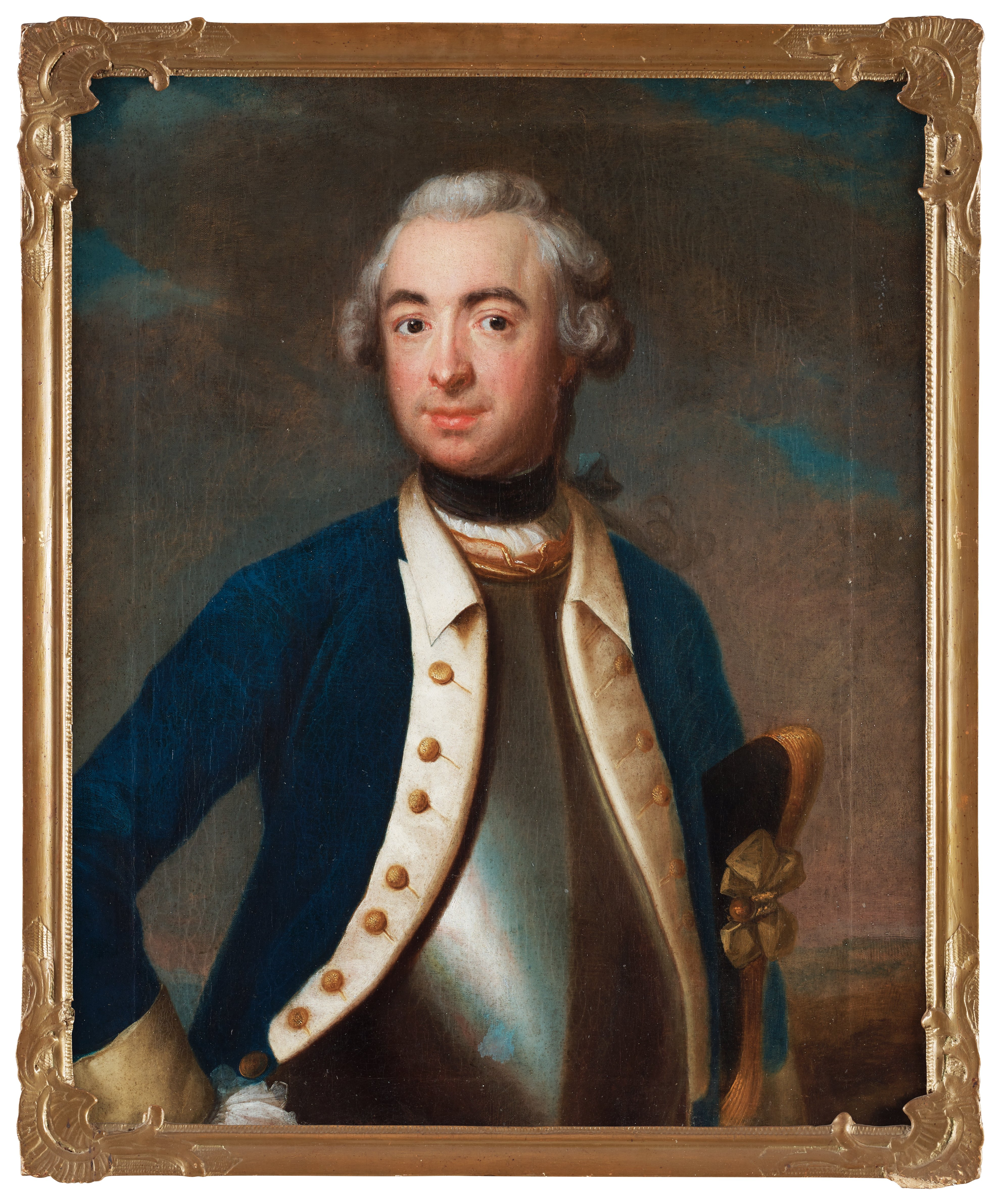
Claes Cederström i uniform m/1756 troligen för Kronprinsens regemente.
Per Eriksson Brahe i uniform m/1756 för Lätta dragonerna av livgardet.
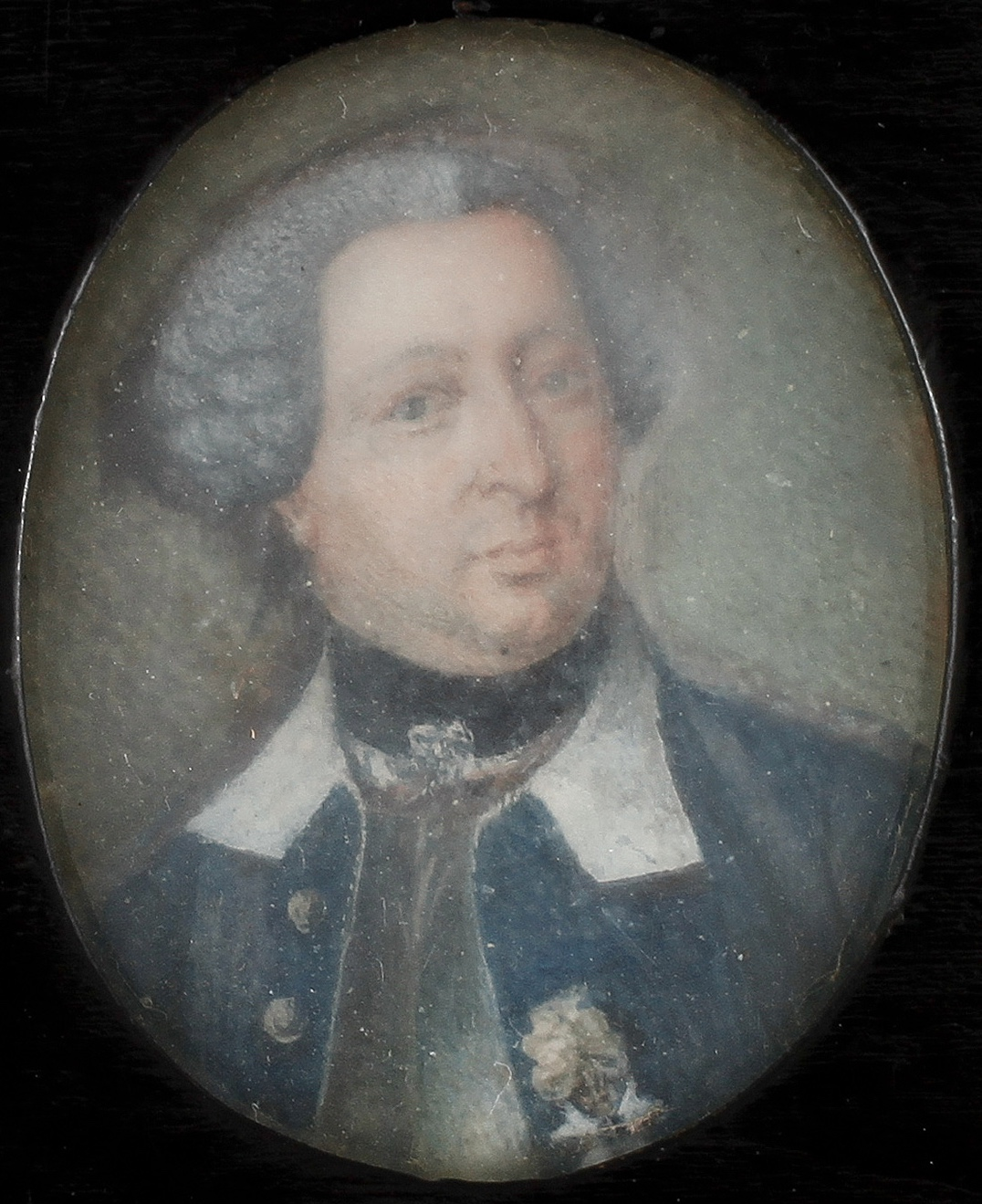
Erik Gustaf von Eckstedt i regementets uniform m/1756 för Prins Fredrik Adolfs värvade infanteriregemente.
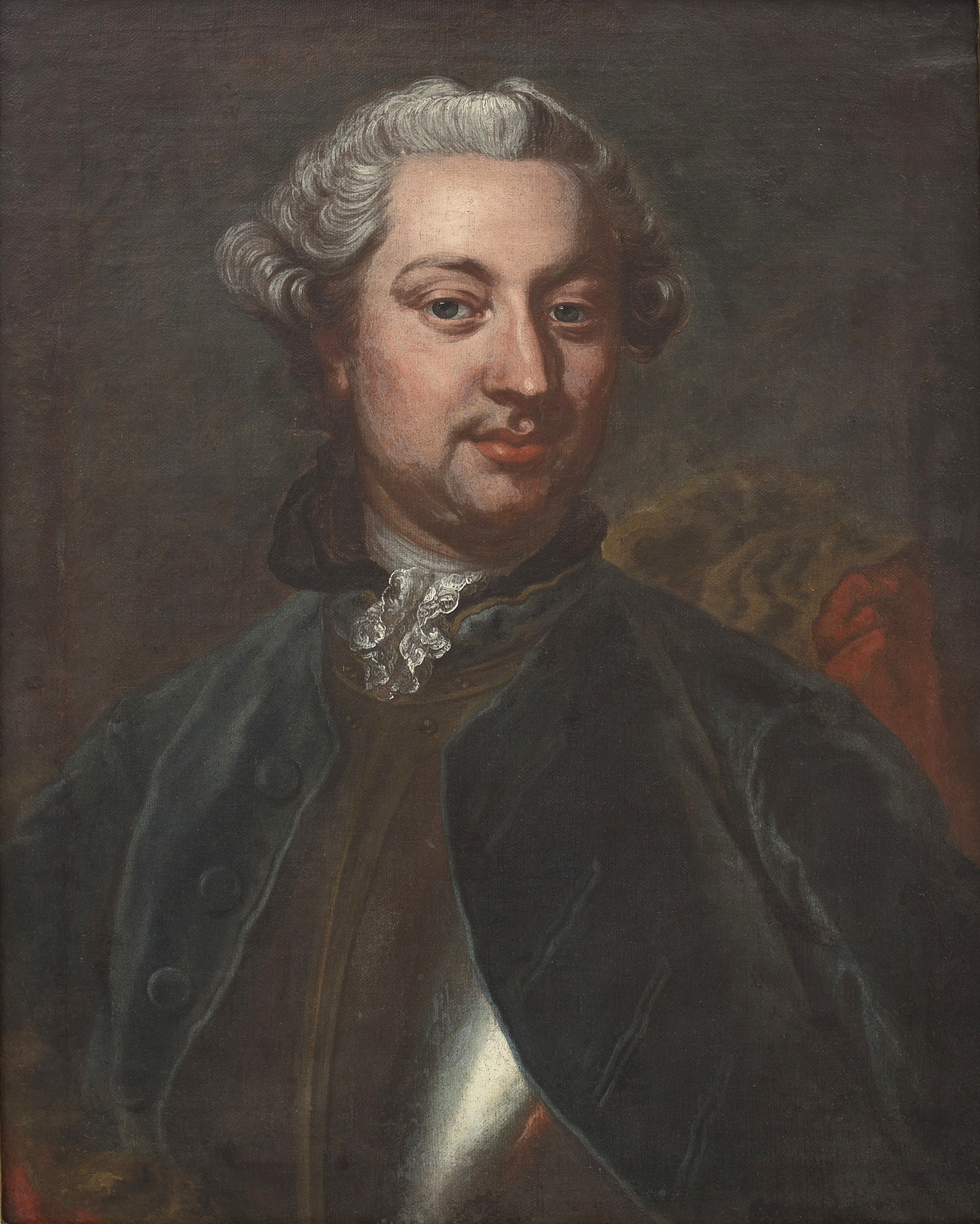
Georg Gustaf Wrangel iklädd uniform m/1756 för Wrangelska husarregementet.
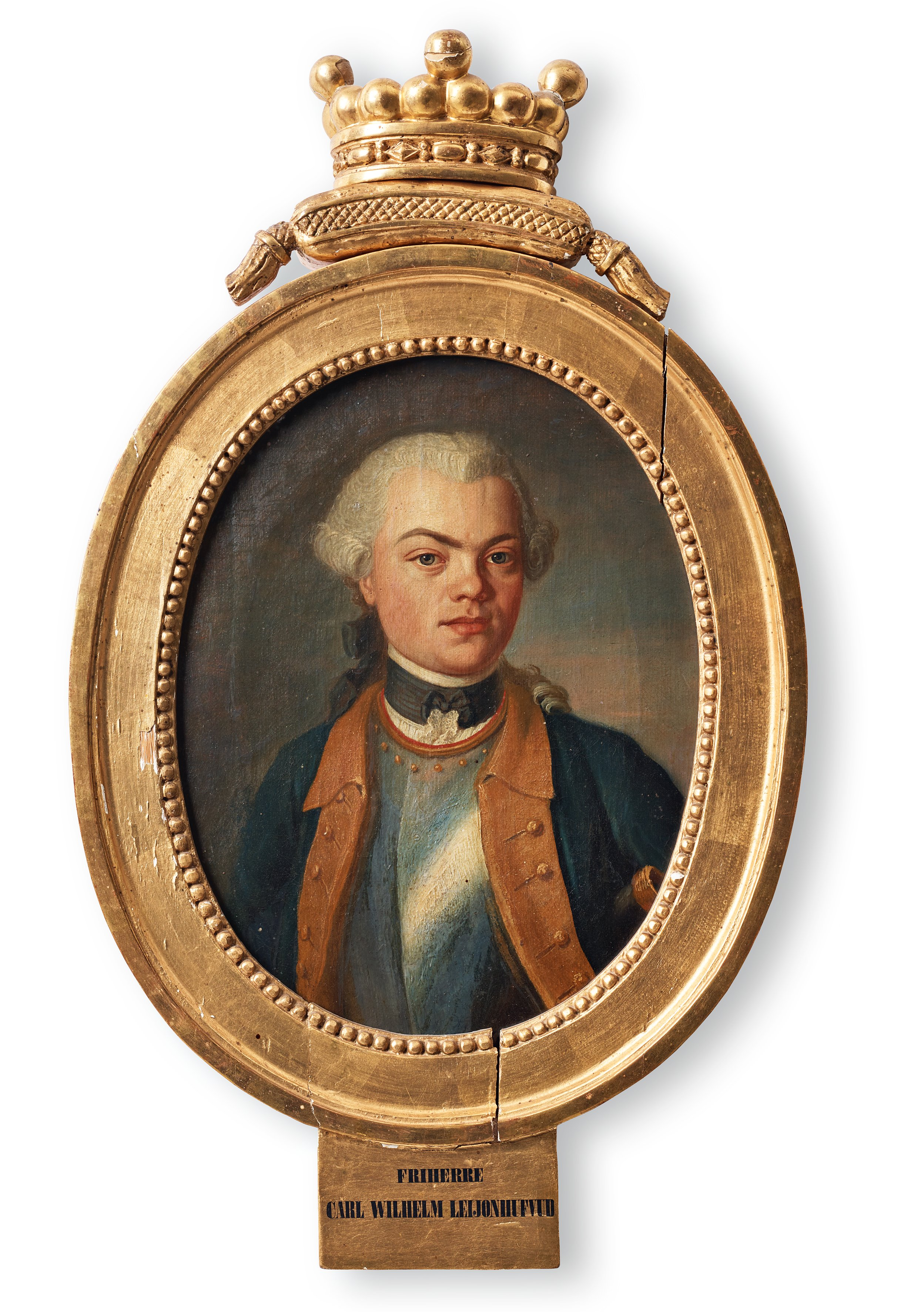
Carl Vilhelm Leijonhufvud iklädd uniform m/1756 för Cronhielmska regementet.

### Kungliga Flottan
Kungliga Flottan bestod under 1700-talet av Örlogsflottan som hade bas främst i Karlskrona. Men enheter kunde finnas även i Stockholm och Göteborg. 1756 tillkom Arméns flotta som ansvarade  för kust- och skärgårdskrigsföring varför örlogsflottan kunde bli mer av en högsjöflotta.

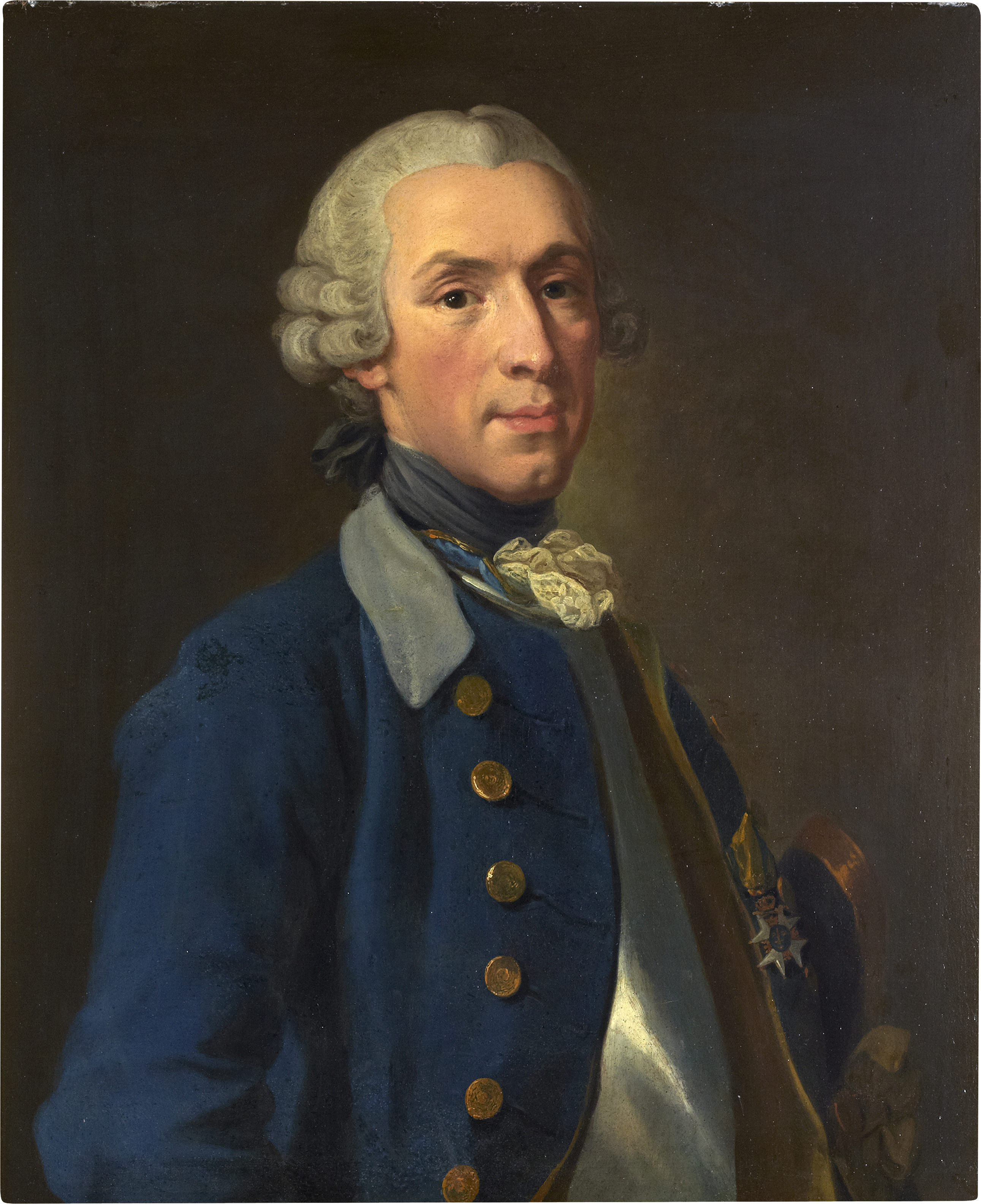
Peter von Stierneman iklädd uniform m/1756 för Örlogsflottan och med Svärdsorden på bröstet. Porträtt från ca 1760 av Lorens Pasch den yngre.